# Papež Urban II.
Urban II., papež Rimskokatoliške cerkve; * okoli 1042 Châtillon-sur-Marne (Champagne, Francosko kraljestvo; † 29. julij 1099 Rim ( Papeška država, Italija, Sveto rimsko cesarstvo).

## Življenjepis

### Mladost v cerkveni službi
Oto (tudi Otho, Otto ali Odo, pa tudi Eudes) Lageryjski se je rodil v plemiški družini v Châtillon-sur-Marne v pokrajini Champagne okrog 1042. Pod svetim Brunom (ki je pozneje ustanovil red kartuzijanov) je Oto študiral v Reimsu, kjer je sčasoma postal kanonik in arhidiakon. Okrog 1070 se je podal v Cluny k benediktincem in je napravil zaobljube pod velikim opatom svetim Hugom (1024-1099). Ko je bil nekaj časa prior, ga je Hugo poslal v Rim kot enega od menihov, za katere je prosil Gregor VII. in je veliko pomagal Gregorju v težavnih zadevah cerkvene obnove. 1078 je postal ostijski kardinal-škof in Gregorjev glavni svetovalec in pomočnik. V letih 1082 do 1085 je bil papeški poslanec v Franciji in Nemčiji. Ko se je 1083 vrnil v Rim, ga je ujel cesar Henrik IV., vendar ga je kmalu pustil na prostost. Med tem je v Saksoniji popolnil veliko izpraznjenih škofijskih sedežev z možmi zvestimi Gregorju ter odstavil tiste, ki jih je papež izobčil. Vodil je veliko sinodo v Quedlinburgu v Saksoniji, na kateri so po imenu izobčili protipapeža Klemena (Guiberta Ravenskega). Viktorja III. so ravnokar izvolili, ko se je vrnil v Rim 1085. Oto se je tukaj Viktorju takoj postavil po robu; ne sicer, ker bi mu ne bi bil všeč ali da ne bi imel dobre volje, ampak zato, ker je menil, da je boljše, če se v tako usodnih časih Viktor odpove časti, na kar pa itak ni bilo treba dolgo čakati, ker je kmalu umrl 
Po Viktorjevi smrti je povabil škofe, ki so bili Gregorjevi obnovi naklonjeni, kolikor jih je le več mogel, na zborovanje v Terracino. Tam so zvedeli, da sta ga želela tako papež Gregor kot tudi Viktor za svojega naslednika. V skladu s tem so ga izvolili enoglasno 12. marca 1088, ko si je privzel ime Urban II. Prvo njegovo dejanje je bilo razglasitev svoje izvolitve vsemu svetu; obenem je povabil kneze in škofe, ki so bili zvesti Gregorju, naj nadaljujejo njegove zamisli. Sam je potrdil, da hoče nadaljevati njegova prizadevanja in posnemati zgled svojega velikega predhodnika. 
»Vse, kar je on zavračal, zavračam; kar je on obsojal, obsojam; kar je pa ljubil in objemal, to ljubim in objemam; kar je imel za katoliško, to potrjujem in odobravam tudi jaz.” 

## Papež

### Umeščanje škofov
Že leta 1089 je novi papež nastopil proti laični investituri. Na sinodi v Clermontu 1095 je ponovil Gregorjeve reformne odloke in se zavzemal, da bi jih povsod tudi izvajali, obenem pa je prepovedal klerikom, da bi prisegali zvestobo kralju ali kateremukoli laiku. Na tej sinodi je podprl gibanje božji mir, ki je v južni Franciji že dobrega pol stoletja uspešno delovalo; določil je, da je treba kalilce miru kaznovati tudi s cerkvenimi kaznimi.
Odločnost v boju zoper laično investituro je papežu Urbanu je nakopala mnogo nevšečnosti in sovražnosti. Najhujši njegov nasprotnik sta postala svetorimski cesar Henrik IV. in njegova desna roka - ubogljivi protipapež Klemen. Zategadelj dolgo časa ni mogel papeževati v Rimu, ampak je glavne odločitve napravil v Franciji. Henrik ni odnehal od svojega mnenja in je na koncu izobčen in nespokorjen tudi umrl, medtem ko je Urban lahko zadnja leta preživel v Rimu.

V zastopanju svojih zahtev v duhu prenove svojega predhodnika Gregorja Urban ni zagovarjal svojih zahtev s poudarjanjem načelnega stališča s toliko ostrino kot Gregor, ampak je kajkrat pustil prostor za razumevanje stvarnih družbenih razmer. V prvih letih je bil papežev položaj res težaven. Pred protipapežem se je moral umakniti iz Rima najprej v Južno Italijo. Henrik IV. je pa sedaj imel proste roke. Ko je namreč protikralj Herman Luksemburški odstopil od svojih zahtev  in 1088 umrl, in ko so se mu podvrgli tudi Sasi, je v letu 1090 vdrl z vojaštvom v Italijo, zlasti proti grofici Matildi (1046-1115). V tistih letih bi bil mir med papežem in cesarjem še mogoč, če bi se slednji hotel odločiti za upokojitev protipapeža.

Od konca 1092 pa se je sreča obrnila. Henrikov starejši sin Konrad, ki je bil kronan že 1087, je obrnil očetu hrbet in prestopil na papeževo stran, da mu je služil v Cremoni kot maršal. Poleg tega so Henrikovo drugo ženo Praksedijo (Praxedia) zasačili v prešuštvu, pa je pobegnila in zoper Henrika začela bruhati najhujše in najneverjetnejše obtožbe: vse to je cesarja hudo prizadelo.
 
Urban II. pa si je pridobil prav v tem letu zase in za papeštvo nesporno vodstvo celotnega Zahoda s tem, da je sprožil navdušenje za osvoboditev svetih krajev in da je pokazal z državniško daljnovidnostjo na križarsko gibanje kot najboljše sredstvo za dosega cilja: za osvoboditev Vzhoda.

### Prva križarska odprava
Papež Urban je sklical koncil v Clermontuu novembra 1095, kjer je spodbujal na križarsko odpravo in je ljudstvo pozval, naj ponovno osvobodijo vzhodno Cerkev in Jeruzalem izpod Saracenske oblasti. »Bog to hoče!« (Deus vult!) - je šlo od ust do ust. Poziv je bil oblikovan na podlagi načrta, ki ga je v veliki meri določil Aleksej I. Komnen v Carigradu. Poslal je tudi pisma knezom, klerikom in ljudem v Flandriji v katerih je pojasnil svoja prizadevanja za pomoč preganjanim kristijanom. Križarji so si smeli sešivati križe na desni rami. Novica se je kmalu razširila po vsej Evropi. Pridružitev oboroženemu romanju v Jeruzalem ni bila predstavljena kot načrt za vojaški pohod, marveč kot vprašanje vere. Navdušenje je bilo vsesplošno; med seboj prej vedno sprti plemiči in kralji so se sedaj skupno zavzeli za udeležbo na tem velikem pohodu proti skupnemu sovražniku. Skoraj v vsaki hiši se je kdo prijavil, da bi skupno iztrgali svete kraje v Palestini ali Sveti deželi iz rok divjih "nevernikov oz. poganov".
To podjetje je najbolj zaznamovalo Urbanov pontifikat in ga tudi utrdilo. Vse do svoje smrti se je dejavno udeleževal prizadevanja za osvoboditev svetih krajev iz rok Turkov. Križarji so na svojem pohodu skozi Italijo končno 1097 izgnali protipapeža Klemena iz Rima in utrdili Urbanov papeški položaj. V namenu, da bi olajšal križarjem delo, je sklical cerkveni zbor v Bariju v oktobru 1098, kjer so razpravljali o verskih razlikah z Vzhodom; izgnani Anzelm Canterburyjski je razpravljal z vzhodnimi bogoslovci o njihovem pogledu na izhajanje Svetega Duha. Urban je nenadoma umrl v Rimu, toda prej kot pa je novica prispela iz Jeruzalema.

Križarska odprava se je začela leta 1096; nato je Urban še doživel obleganje in zavzetje Antiohije (Anatolije) 1098. Doživel je sicer še ponovno osvojitev Jeruzalema, ki je padel v roke križarjev štirinajst dni pred njegovo smrtjo; novica pa ga ni našla več med živimi. 
O križarski odpravi poroča v svoji Cerkveni zgodovini don Bosko takole:
Kako so kristjani osvobodili svete kraje izpod oblasti nevernikov? 
 To so dosegle križarske vojske, in sicer pohodi evropskih vladarjev v Sveto deželo. Prvi spodbujevalec tega velikega dela je bil preprosti duhovnik iz amienske škofije po imenu Peter, s pridevkom Puščavnik – ker je svetniško živel puščavniško življenje. Ko je romal v Jeruzalem, je mogel na svoje oči videti mošeje in hleve, ki so jih postavili na področju okoli Božjega groba; poleg tega je obiskal večino mest, na katerih so se zgodile največje skrivnosti naše vere, ki pa so bila v lasti Turkov, ter onečaščena na tisočere načine. Ko se je vrnil v Rim, se je predstavil papežu Urbanu II., ter mu živo opisal obžalovanja vredno stanje teh krajev z namenom, da bi se papež zavzel za osvoboditev teh krajev.
Papež ga je v tem podprl in v kratkem času je navdušil vse evropske vladarje, da so se oborožili za osvojitev svetih krajev; vsi, ki so se odpravili na pot, so si prišili rdeče platnene križe na desno ramo – in od tod so dobili ime križarji. Ko je prišla krščanske vojska blizu Jeruzalema, je napadla sovražnika s takim zaletom in pokazala takšen pogum, da se je po petih tednih bojev polastila mesta, izgnala sovražnike, in odstranila vse nečednosti, ki so onečaščale svete kraje. Nato so se verniki v znamenje zahvale za očitno Božjo pomoč oblekli v spokorna oblačila, bosonogi se trkali na prsi, in v procesiji obiskali vsa tista mesta, ki jih je posvetilo trpljenje našega Zveličarja. Ko so prišli do cerkve svetega Groba, so mazilili za kralja pobožnega in hrabrega vojskovodja, lorenskega kneza Godfreja Bouillonskega. On se je takoj dal na delo, da bi se lahko spet opravljala Božja služba. Pri cerkvi Božjega groba je postavil stolni kapitelj; zgradil je samostan v dolini Jozafat; dal je zgraditi mnoge cerkve in jim podelil nadarbine. To se je godilo od leta 1099 naprej.
Tam je poskrbel tudi za obrambo pred neverniki: nekateri vitezi so se posvečali Božji službi in ustanovili red bolničarjev svetega Janeza; ko so se ukvarjali z bolniki, niso smeli niti za trenutek pustiti orožja iz rok in tako so se izkazali zmagovite v bojih zoper nevernike. Ta red so pozneje poimenovali Malteški viteški red.

### Želja po zedinjenju
Že papež Gregor VII. bi bil rad podpiral bizantinske cesarje in zopet zedinil vzhodno in zahodno Cerkev, a ni mogel, ker se je moral boriti z zahodnimi knezi zaradi investiture. Vredni dedič Gregorjevih vzhodnih načrtov je bil idealni Urban II. S prvo križarsko vojsko (1096 — 1099) ni nameraval samo osvoboditi Jeruzalem, ampak je hotel tudi vzhodno Cerkev rešiti iz sužnosti nevernikov in tako vzhodne kristjane pridobiti za zedinjenje. Papež Urban II. se ni dal odvrniti od svojega idealnega stališča. Križarji so bili v začetku sicer prijazni do vzhodnih kristjanov in so složno z njimi dosegli lepe uspehe. Toda zahodni vitezi in njihovi voditelji niso bili pravi stanovitni zastopniki vesoljne katoliške cerkve. Med Grki in križarji je že v prvih letih nastalo medsebojno nezaupanje in nasprotje. Knez Boemund je pisal papežu, naj jim dovoli, da se vojskujejo ne samo proti nevernikom, ampak tudi proti heretikom, Grkom in Jakobitom. V križarskih voditeljih je že takrat dozorela misel, da je najprej treba podjarmiti Grke, zatreti razkol in latinizirati Carigrad; šele potem se bodo mogli s popolnim uspehom boriti proti nevernikom.
 
Grki so spoznali nevarnost, zato se je v križarskih vojskah medsebojno nasprotje med vzhodom in zahodom do skrajnosti poostrilo.

### Določbe
Leta 1098 je benediktinski opat Robert iz Molesma ustanovil reformni samostan Citeaux, ki je postal izhodišče cistercijanskega reda. Papež je njihova pravila potrdil. 

### Sveti Nikolajv Bariju
9. maja 1087 so prepeljali v Bari relikvije svetega Nikolaja, škofa iz Mire, ki so jih rešili pred muslimanskimi osvajalci barijski mornarji. Papež Urban II. je 1089 prispel v mesto, da bi posvetil kripto nove bazilike, kamor bodo položili prispele svetnikove zemeljske ostanke. Tedaj so začeli prihajati številni romarji z vseh koncev sveta. Istega leta so začeli graditi Baziliko sv. Nikolaja v Bariju, ki so jo dokončali 1197. .

## Smrt in češčenje
Papež Urban VIII. je nenadoma umrl 19. julija 1099 v Rimu. 
 
Pokopan je v Baziliki svetega Petra v Vatikanu. 
Za blaženega ga je razglasil 14. julija 1881 v Rimu Leon XIII.

### Ocena
V investiturnih bojih Urban ni dosegel kakšnih uspehov, pač pa je križarsko gibanje povzdignilo papeža v voditelja celotnega krščanskega zahoda. 